# Короги, Сатоми
Сатоми Короги (яп. こおろぎさとみ Ко:роги Сатоми, род. 14 ноября 1962 года, Мусасино) — японская сэйю. Работает в компании Production Baobab. Известна по ролям Нацуми Мидзуки в аниме-сериале Mama wa Shogaku Yonensei и Тогепи в японской и английской версиях аниме-сериала «Покемон».

## Биография
В детстве страдала заиканием, но смогла преодолеть это благодаря пению. Окончила частный колледж Дзёси-Сэйгакуин в Агео. Вдохновившись аниме Neo Heroic Fantasia Arion, решила стать актрисой озвучки. Была замужем за сэйю Сигэру Накахарой. 

## Позиции в Гран-при журнала Animage
- 1993 год — 15-е место в Гран-при журнала Animage, в списке лучших сэйю[1]

## Фильмография

### Участие в комплексных франшизах
- с 1992 — Син-тян — Химавари Нохара;
- с 1997 — Покемон — Тогепи / Тогетик

### Озвучивание аниме
- 1989 год — Tenkuu Senki Shurato — Минч;
- 1989 год — Явара! (ТВ) — Фукуко Ханадзоно;
- 1990 год — Коты-Самураи — Отама;
- 1990 год — Ёко - охотница на демонов — Мадока Мано в детстве;
- 1991 год — Капризы Апельсиновой улицы OVA-7 — Тиэ;
- 1991 год — Shounen Ashibe — Гома-тян;
- 1991 год — Священная Риг-Веда — Айдзэн;
- 1991 год — Sangokushi — Сян Лань (девочка);
- 1992 год — Мама-четвероклассница — Нацуми Мидзуки;
- 1992 год — Фея цветов Мэри Белл (ТВ) — Юри;
- 1992 год — Фея цветов Мэри Белл — Фильм — Юри;
- 1992 год — New Dream Hunter Rem: Satsuriku no Mugen Meikyuu — Шерри;
- 1992 год — Shounen Ashibe 2 — Гома-тян;
- 1992 год — Space Oz no Bouken — Миша;
- 1992 год — Универсальная современная девушка-кошка OVA-1 — Ёсими Хагивара;
- 1993 год — Мобильный воин ГАНДАМ Виктория — Сюзи Рилейн / Конни / Карлманн;
- 1994 год — Haou Taikei Ryuu Knight — Розовый Воин;
- 1994 год — Dokyusei - Natsu no Owari ni — Танака Миса;
- 1994 год — Ai to Yuuki no Pig Girl Tonde Buurin — Сёхэй Кокубу;
- 1994 год — Mahoujin Guru Guru TV — Мигу;
- 1995 год — Tobe! Isami — Кикумару;
- 1995 год — Рыцари магии (ТВ-2) — Сан Юн;
- 1995 год — Mama wa Poyopoyosaurus ga o Suki — Дзюра Поёта (Дочь);
- 1995 год — Ginga Ojou-sama Densetsu Yuna: Kanashimi no Siren — Мисаки Итидзёин;
- 1995 год — Макросс 7 — Фильм — Педро;
- 1995 год — Kaitou Saint Tail — Руби;
- 1996 год — Бродяга Кэнсин (ТВ) — Сакура;
- 1996 год — Dokyusei 2 — Миса Танака;
- 1996 год — Детская игрушка (ТВ) — Сисиль;
- 1996 год — Tattoon Master — Фудзимацу;
- 1996 год — Toilet no Hanako-san — Юри Нохара;
- 1996 год — Ginga Ojou-sama Densetsu Yuna: Shinen no Fairy — Мисаки Итидзёин;
- 1997 год — Юная революционерка Утэна (ТВ) — Тю Тю / Девушка-тень;
- 1997 год — Hermes: Ai wa Kaze no Gotoku — Пан;
- 1997 год — Рыцари Рамунэ OVA-3 — ПиКью;
- 1998 год — Himitsu no Akko-chan 3 — Сёсё;
- 1998 год — Geobreeders: Get Back the Kitty — Юка Кикусима;
- 1998 год — Night Walker: Mayonaka no Tantei — Синдзи;
- 1998 год — Гасараки — Мисудзу Гова;
- 1998 год — Ojaru-maru — Ай Тамура (Мама);
- 1999 год — ГАНДАМ: Объединение (ТВ) — Лулу;
- 1999 год — Юная революционерка Утэна: Конец Света юности — Девушка-тень Эф-ко;
- 1999 год — Torajima no Mi me — Мии-кун;
- 1999 год — Cyborg Kuro-chan — Басан;
- 1999 год — Эксель-сага — Мэнти;
- 1999 год — Pia Carrot e Youkoso!! 2 DX — Мирай Якумо;
- 2000 год — Любовь и Хина (ТВ) — Моэ;
- 2000 год — Ojarumaru: Yakusoku no Natsu Ojaru to Semira — Ай Тамура (Мама);
- 2000 год — Geobreeders 2: Mouryou Yuugekitai File-XX Ransen Toppa — Юка Кикусима;
- 2001 год — Пуни Пуни Поэми — Хитоми Аасу;
- 2001 год — Comic Party — Асахи Сакурай;
- 2001 год — Воин-волшебник Луи — Катрин;
- 2001 год — Принцесса Аритэ — Ведьма;
- 2002 год — Пожалуйста! Учитель (ТВ) — Махо Кадзами;
- 2002 год — Canary — Ходзуми Эри;
- 2002 год — Магический округ Абэнобаси — Три-Спот;
- 2002 год — Пожалуйста! Учитель OVA — Махо Кадзами;
- 2002 год — Счастливый мир! — Юрия;
- 2003 год — Lime-iro Senkitan — Куки-сама;
- 2003 год — Konjiki no Gash Bell!! — Умагон;
- 2003 год — Выброшенная принцесса — Натали;
- 2003 год — Однажды в Токио — Малыш «Киёко»;
- 2003 год — Странники — Ноно;
- 2003 год — Стальной алхимик (ТВ-1) — Нина Таккер;
- 2004 год — Lime-iro Senkitan: Nankoku Yume Roman — Куки-сама;
- 2004 год — Демонбэйн OVA — Соня;
- 2004 год — Gekijouban Konjiki no Gash Bell!! 101 Banme no Mamono — Умагон;
- 2005 год — Fushigi-boshi no Futago-hime — Пумо;
- 2005 год — Comic Party Revolution TV — Асахи Сакурай;
- 2006 год — Fushigi-boshi no Futago-hime Gyu! — Пумо;
- 2006 год — Моя богиня! (сезон второй) — Сора Хасэгава;
- 2006 год — Демонбэйн (ТВ) — Соня;
- 2006 год — В далекие времена — Фильм — Фудзихимэ;
- 2006 год — Паприка — японская кукла;
- 2007 год — Обещание этому синему небу — Ринна Савасиро;
- 2007 год — Умисё — Сэйто Такэда;
- 2008 год — Nenbutsu Monogatari: Shinran-sama - Negai, Soshite Hikari — Кикубо;
- 2008 год — Милый дом Ти (ТВ-1) — Ти;
- 2008 год — Кланнад (ТВ-2) — Усио Окадзаки;
- 2009 год — Fresh Precure! — Чиффон;
- 2009 год — Eiga Precure All Stars DX: Minna Tomodachi - Kiseki no Zenin Daishuugou — Чиффон;
- 2009 год — Милый дом Ти (ТВ-2) — Ти;
- 2009 год — Здравствуй, Энн! Что было до Зеленых Крыш — Ноа Томас;
- 2009 год — Tamagotchi! — Хэпихэпити